# Меридська ініціатива
Меридська ініціатива — програма допомоги США мексиканським державним агенціям заради покращення ситуації в галузі безпеки. Фінансування триває з 2008 року.

## Історія
Початок Меридської ініціативи пов'язаний зі зміною влади у Мексиці у 2006 р., коли президентом став Феліпе Кальдерон. Він поставив в центр своєї політики агресивну боротьбу з транснаціональною організованою злочинністю, пов'язаною з наркобізнесом. Тактика полягала у застосуванні проти злочинців збройних сил і федеральної поліції. Вибір мілітаризованого підходу пов'язаний з малокваліфікованістю і корумпованістю локальної поліції в Мексиці. Мексиканський президент звернувся до уряду США з проханням допомоги. Залучення Кальдероном до співпраці США було безпрецедентним кроком у двосторонніх відносинах. До обрання Кальдерона готовність мексиканського уряду йти на масштабну співпрацю мала обмежений характер і прогресувала повільно, перешкодами служили недовіра і побоювання за мексиканський суверенітет. Відповіддю США на таку готовність стала Меридська ініціатива.
Зустріч у м. Мерида (півострів Юкатан, Мексика) була для Буша закінченням туру по Латинській Америці (березень 2007 р.). Було досягнуто домовленості про початок масштабної підтримки Мексики в галузі безпеки. Початок ініціативи супроводжувався оптимістичними заявами. За словами президента Буша була «спільною відповідальністю» двох країн, була проголошена «нова парадигма» двосторонніх відносин у безпековій галузі. Традиційно, Сполучені Штати вимагали від латиноамериканських країн жорстоких методів боротьби з наркотиками без визнання того, що причиною наркоторгівлі є попит всередині самих США. З цієї причини така заява викликала позитивне сприйняття у латиноамериканської аудиторії. Відповідно до принципової домовленості двох президентів, Мексика з допомогою США зобов'язувалась збільшити свої можливості щодо здатності протистояти наркокартелям і організованій злочинності. Зі свого боку США зобов'язувалися зменшувати попит на наркотики всередині країни і боротися з транзитом зброї та грошей. 30 червня 2008 президент Буш підписав відповідні зміни до бюджету.

## Фінансування
З огляду на суверенітет, мексиканський уряд не має звітувати прямо про використання наданих Сполученими Штатами ресурсів. Не передаються гроші або летальне озброєння. Програма спочатку була розрахована на 3 роки. Допомога США протягом 2008—2010 рр. мала переважно військовий характер. Вона була сфокусована на контртерористичних і контрнаркотичних зусиллях (що мало впливало на щоденну безпеку громадян), технічній допомозі. Була сконцентрована на федеральному рівні і обходила роботу з силами правопорядку окремих штатів. В рамках проєктів професіоналізації мексиканських органів правопорядку було проведено 275 тренувальних курсів для 6269 працівників цих служб. Причиною малого пріоритету укріплення інституцій і антикорупційних зусиль називають неготовність уряду Мексики поступатися можливій загрозі суверенітету.
Допомога державного департаменту США видається з вимогами постійного моніторингу прав людини. 15 % бюджету могло бути переглянуте у зв'язку з порушеннями прав людини, Мексика у 2014 р. втратила таким чином бл. 5.5 млн дол. у 2014. Їх незалежним моніторингом займається зокрема Вашингтонський офіс щодо Латинської Америки. Паралельно з Меридською ініціативою з мексиканськими органами правопорядку працює Північне командування Міністерства оборони. У 2016 р. бюджет цієї співпраці налічував 64.2 млн дол.
Меридська ініціатива була продовжена під час адміністрації Обами. Спочатку йшлося про 1.4 млрд дол. на 3 роки, Конгрес щороку виділяв кошти. З фінансового року 2008 до фінансового року 2016 було виділено 2.6 млрд. У березні 2010 року адміністрація президента Обами визначила нові пріоритети для Меридської ініціативи: Зниження операційних можливостей організованої злочинності. Передача обладнання для охорони правопорядку, обмін розвідувальними даними і спільні операції, заходи щодо відмивання грошей.
Інституціоналізація верховенства закону. Допомога в реформування ключових інститутів законності, таких як поліція і суди. Боротьба з корупцією, верховенство закону та повага до прав людини в Мексиці.
Створення кордону 21-го століття. Кордон має сприяти торгівлі і водночас бути надійною перешкодою для нелегальних товарів. У сфері інтересів не тільки спільний кордон США-Мексика, але і 600-мильний кордон Мексики з Гватемалою.
Побудова міцних та стійких локальних товариств. Полягає у роботі над соціально-економічними ризик-факторами, які сприяють розростанню злочинності. Перш за все це робота з молоддю Альтернатива кримінальному способу життя.
Принципово новим елементом стратегії стало зміцнення локальних товариств (№ 4). Це єдиний принципово новий пункт стратегії. Найуспішнішим елементом стратегії було усунення наркобаронів. Складений Мексиканським урядом у 2009 р. список наркобаронів, щодо яких треба застосувати правосуддя, налічував 37 осіб. До жовтня 2012 вдалося схопити або вбити 25 із них. Попри це, спостерігається відхід від стратегії направленої на усунення кримінальних босів, адже їхнє усунення показало себе неефективним методом. Стратегія боротьби з ватажками кримінальних організацій є контроверсійною, тому що з усуненням ватажка міняється структура лояльності, відбувається фрагментація великих організацій на менші, з якими важче боротися, і які борються між собою за територію.
Меридська ініціатива презентує собою зміну традиційної парадигми, в якій відбувались раніше відносини двох країн. Постійні контакти зменшили недовіру і взаємні звинувачення у відсутності результативної політики. Це змінилось підходом спільної відповідальності, яка необхідна для ефективного протистояння транснаціональній організованій злочинності. Важливість полягала у формалізації підходу «спільної відповідальності». Оцінка результатів Меридської ініціативи Конгресом ускладнена малою кількістю відповідних даних і показників ефективності. Традиційно для антинаркотичних заходів показниками результативності є об'єм конфіскованих матеріалів та затримань кримінальних лордів. За умов відсутності детальнішої статистики Державний департамент пов'язує результативність Меридської ініціативи зі збільшенням цих показників. Затримання великої кількості кримінальних босів і їх депортація в США, прямий результат найбільш відомим прикладом є Хоакін «Ель Чапо» Гузман. Посилено здатність мексиканських органів перехоплювати центральноамериканських мігрантів. Залишаються необхідність приділяти більшу увагу будівництву інститутів і боротьбі з корупцією, роботи з локальними (а не тільки федеральними) поліційними силами і забезпечувати увагу повсякденній безпеці мексиканських громадян. Кількість щорічних жертв насильства не вдалось скоротити. Увага приділялась реформі федеральної поліції, що становить тільки бл. 10 % загальної кількості поліцейських сил.